# Archiminolia
Archiminolia là một chi ốc biển, là động vật thân mềm chân bụng sống ở biển trong họ Solariellidae‎, họ ốc đụn.

## Các loài
Các loài trong chi Archiminolia gồm có:
- Archiminolia diadema Marshall, 1999[2]
- Archiminolia diplax Marshall, 1999[3]
- Archiminolia episcopalis Marshall, 1999[4]
- Archiminolia ostreion Vilvens, 2009[5]
- Archiminolia ptykte Vilvens, 2009[6]
- Archiminolia regalis Marshall, 1999[7]
- Archiminolia strobilos Vilvens, 2009[8]
- Archiminolia tenuiseptum Marshall, 1999[9]
- Archiminolia wanganellica Marshall, 1999[10]